# Roßkopf (Allgäuer Alpen)
De Roßkopf is een 1823 meter hoge berg in de deelstaat Beieren, Duitsland.

## Geografie
De Roßkopf maakt deel uit van de Allgäuer Alpen. Ten zuiden van de berg bevindt zich de Sattelkopf en ten zuidwesten ligt de Oberschrattenberg. De Roßkopf maakt deel uit van de bergkam Rauhhornzug.